# Valentiana
 (signalé en mai 2025).
Si vous disposez d'ouvrages ou d'articles de référence ou si vous connaissez des sites web de qualité traitant du thème abordé ici, merci de compléter l'article en donnant les références utiles à sa vérifiabilité et en les liant à la section « Notes et références ».
- Archive Wikiwix
- Bing
- Cairn
- DuckDuckGo
- E. Universalis
- Gallica
- Google
- G. Books
- G. News
- G. Scholar
- Persée
- Qwant
- (zh) Baidu
- (ru) Yandex
- (wd) trouver des œuvres sur Wikidata

Valentiana  (ISSN 0989-6139) est une revue consacrée à l'histoire, à l'archéologie, aux arts et aux lettres du Hainaut français, créée en 1988, qui paraît deux fois par an.
Elle est publiée par le Cercle archéologique et historique de Valenciennes, sous l'égide de la bibliothèque et des archives de Valenciennes.